# Golkrath
Golkrath ist ein Dorf im Stadtgebiet von Erkelenz im Kreis Heinsberg in Nordrhein-Westfalen. Die Ortschaft liegt westlich von Erkelenz an der Grenze zur Stadt Hückelhoven. Golkrath hat knapp unter 1000 Einwohner. Eng mit Golkrath verbunden ist das Nachbardorf Hoven, welches deshalb gleichfalls in diesem Artikel dargestellt wird.

## Geographie
Golkrath liegt in der Erkelenzer Börde. Im Osten, zwischen Golkrath und Kleingladbach (Stadt Hückelhoven) befindet sich ein kleiner Wald.

### Lage
Um den Ort liegen im Uhrzeigersinn Gerderhahn, Genhof, Hoven, Matzerath, Houverath, Houverather Heide, Kleingladbach, Brück und Gerderath.

### Geologie
An der Oberfläche steht fruchtbarer Löß an.
In 550 m Tiefe befinden sich kohleführende Schichten. Die Zeche Sophia-Jacoba wollte diese abbauen und errichtete deshalb von 1983 bis 1986 im Gefrierverfahren einen Frischwetterschacht zwischen Golkrath und Matzerath. Dieser wurde aber aufgrund der späteren Zechenschließung nicht genutzt.

### Gewässer
Der Golkrather Bach beginnt mit seinem Lauf in einem Tälchen mitten im Dorf, fließt in südwestlicher Richtung nach Kleingladbach und mündet schließlich bei Millich in die Rur.

### Dorfform
Der Ort ist ein Straßendorf, die Straße gabelt sich in der Mitte des Dorfes auf und folgt beidseitig dem Golkrather Bach. Auf dem heutigen Platz des Ehrenmals hinter der Kirche befand sich im 19. Jahrhundert noch ein als Maar bezeichneter Teich.

## Geschichte

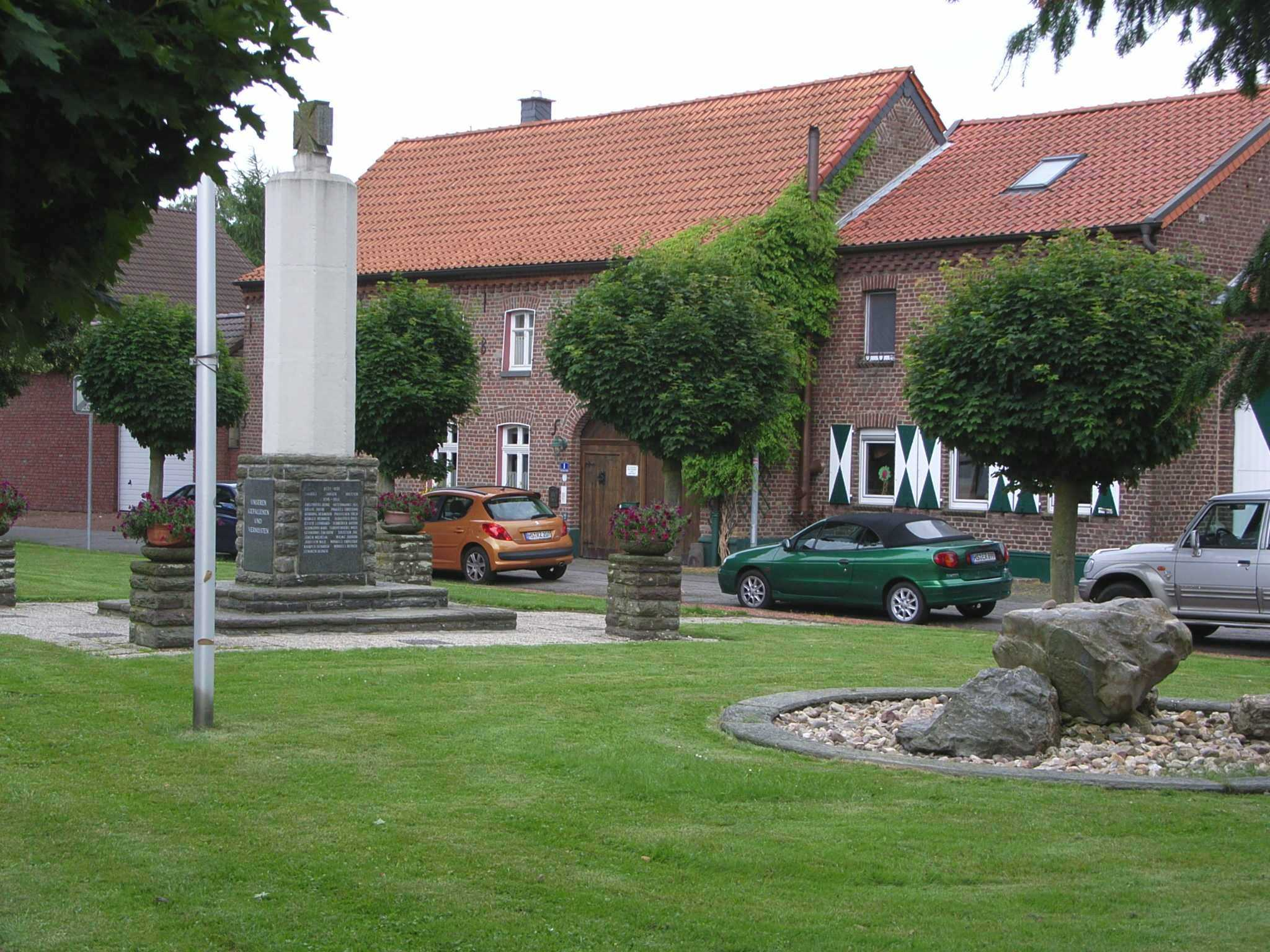
Ehrenmal an der Pfarrkirche

### Ortsgeschichte
Golkrath wurde 1118 zum ersten Mal in einer Urkunde erwähnt. Graf Gerhard II. (Geldern) schenkte der Wassenberger Kirche ein Allod, ein Besitztum Gollekerothe.
Der Ortsname wurde 1468 Golkenrade und 1648 Golkradt geschrieben. Die Namensendung zeigt an, dass es sich um eine Siedlung handelt, die in der hochmittelalterlichen Rodungsphase entstanden ist.
1118 gehörte Golkrath zur Herrschaft Wassenberg.
1494 gelangte dieses Territorium an das Herzogtum Jülich. Von nun an bis 1794 lag Golkrath im jülichen Gericht Kleingladbach und im Amt Wassenberg.
Während der französischen Besatzung von 1794 bis 1814 wurde Golkrath der Mairie Kleingladbach im Kanton Erkelenz zugeordnet.
Ab 1815 unter preußischer Herrschaft verblieb das Dorf in der Bürgermeisterei Kleingladbach im Landkreis Erkelenz. Von 1817 bis 1851 lag der Verwaltungssitz in Golkrath.
Am 1. Oktober 1935 wurde Golkrath Sitz der Gemeinde Golkrath, hierzu gehörten auch die Ortschaften Houverath, Houverather Heide, Hoven und Matzerath. Diese Gemeinde gehörte zum Amt Erkelenz-Land.
Amerikanische Soldaten des 335. Regiments der 84. Infanterie-Division der 9. US-Armee nahmen am 26. Februar 1945 Golkrath während der Operation Grenade nach Überquerung der Rur ein.
Am 1. Januar 1972 wurde die Gemeinde aufgelöst in die Stadt Erkelenz eingegliedert.

### Religion

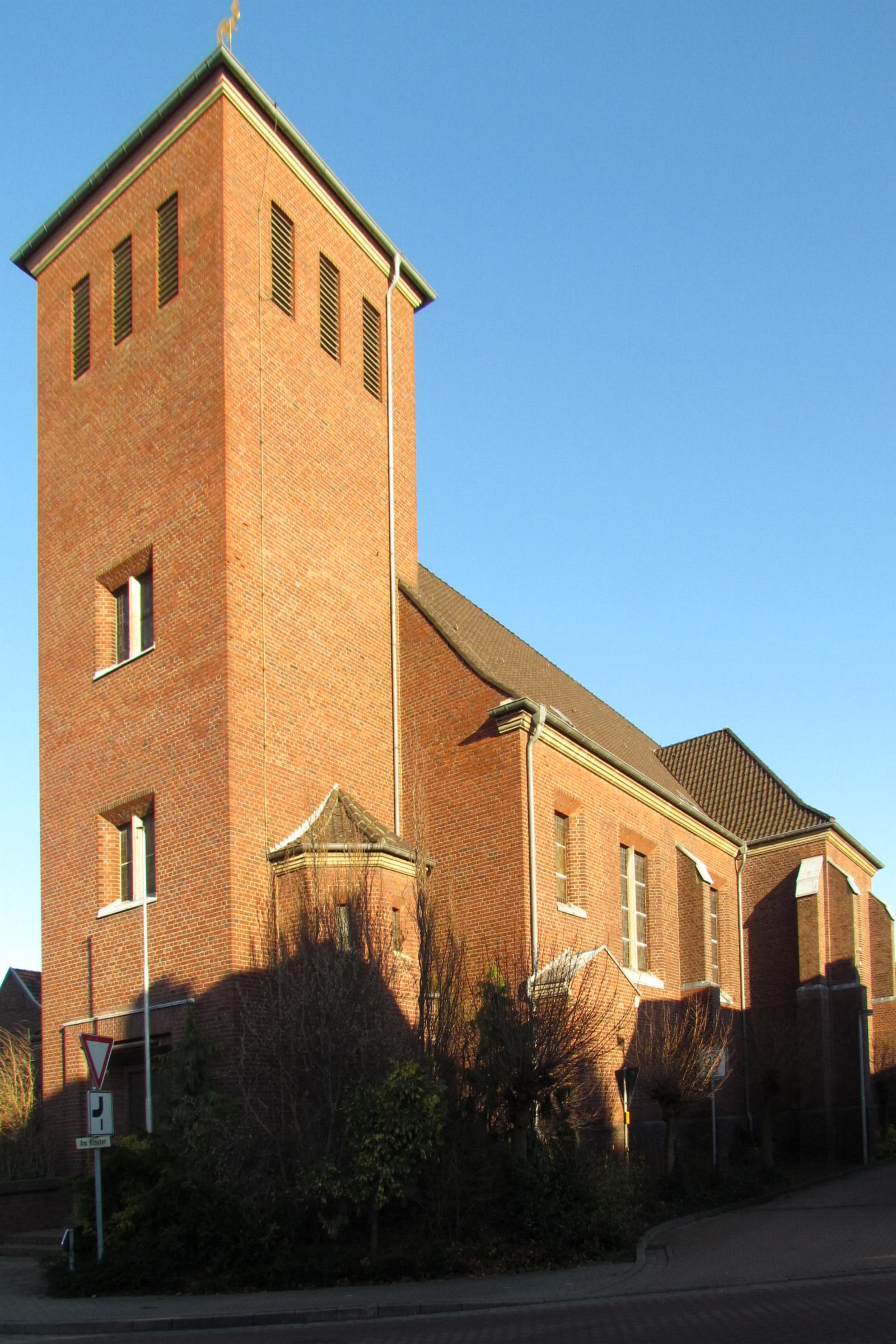
Kirche St. Stephanus

Die Bevölkerung ist mehrheitlich katholisch. Jahrhundertelang lag der Ort in der Pfarre Kleingladbach. Um 1705 entstand eine kleine Kapelle. 1810 wurde eine neue, größere Kapelle erbaut und schon 1826 vergrößert.
1851 wurde die eigenständige Pfarre Golkrath gegründet. 1896 wurde mit dem Bau der Kirche St. Stephanus begonnen. Am 1. Januar 1945 wurde der Chorraum von einer feindlichen Granate getroffen. Am 25. Februar 1945, ein Tag vor der Einnahme durch die amerikanische Armee, wurde die Kirche von der deutschen Wehrmacht gesprengt. 1949 wurde mit dem Wiederaufbau begonnen, die Einweihung erfolgte am 21. Oktober 1951. Der Kirchturm wurde ein Jahr später fertiggestellt.
Nach dem Zweiten Weltkrieg errichtete das Ehepaar Schovenberg eine Stiftung, um im Ort ein Kloster für die Dominikanerinnen aus Ilanz zu gründen.
Diese ließen sich 1950 in Golkrath im Kloster St. Josef nieder, errichteten zunächst einen Kindergarten und 1964 ein Altenheim. Jedoch wurden das Kloster und das Altenheim im Jahr 2006 geschlossen. Der Kindergarten besteht aber weiterhin noch.

## Kultur

### Sehenswürdigkeiten
- Das Backes (Backhaus) wurde von der Dorfgemeinschaft neben der Mehrzweckhalle erbaut.
- Haus Spieß aus dem Jahre 1681

### Vereine
- Cäcilienchor St. Stephanus Golkrath
- Dorfgemeinschaft Golkrath-Hoven
- Karnevalsgesellschaft KG „Knallköpp“ Golkrath
- Radsportverein „Viktoria“ Erkelenz-Hoven 1921
- Sportverein SV 1930 Golkrath
- St.-Stephanus-Schützenbruderschaft 1862 Golkrath
- Tambourkorps Golkrath 1921 e. V.
- Power - Pänz e. V. (Jugendarbeit)
- MacKenzie-Pipe-Band.e.V

### Regelmäßige Veranstaltungen
- Am Rosenmontag zieht am Vormittag ein kleiner Karnevalsumzug durch das Dorf.
- Kirmes
- Die Galasitzung der Karnevalsgesellschaft Knallköpp Golkrath findet traditionell am Karnevalssamstag in der Mehrzweckhalle Wiesengrund statt.
- Um den 11.11. herum findet das alljährliche Hoppeditzerwachen statt.
- Die große Summercall Party der St. Stephanus Schützenbruderschaft.

## Infrastruktur
- Löschgruppe Golkrath der Freiwilligen Feuerwehr Erkelenz
- Katholischer Kindergarten
- Mehrzweckhalle

## Verkehr
Die AVV-Buslinie 406 der WestVerkehr verbindet Golkrath wochentags mit Erkelenz, Hückelhoven und Linnich.
Zudem verkehrt der Multi-Bus seit dem 9. Juni 2024 kreisweit erweitert und zu einheitlichen Bedienzeiten. Mehr Informationen gibt es bei WestVerkehr.
| Linie | Verlauf |
| ----- | --- |
| 406   | Erkelenz Bf – Matzerath – Houverath – Golkrath – Kleingladbach – (Ratheim – Millich –) Hückelhoven – Hilfarth – Brachelen – (Lindern Kirche → Lindern Bf → Linnich Markt) / (Linnich Schulzentrum –) Linnich-SIG Combibloc |

## Hoven
Hoven (51° 5′ N, 6° 16′ O) ist ein kleines Straßendorf und liegt nordöstlich von Golkrath. Durch die Ortschaft verläuft die Straße nach Schwanenberg. Überregional bekannt ist Hoven durch seinen Radsportverein „Viktoria“. Der Ort hat 68 Einwohner.

### Ortsnamen
Der Ortsname leitet sich von dem Flächenmaß Hufe ab.

### Geschichte
1460 wurde das Dorf Hove und 1472 up de Hoeven genannt. Hoven lag im Amt Wassenberg des Herzogtums Jülich. Verwaltungsmäßig gehörte es immer zu Golkrath.

### Religion
Die Bevölkerung ist zur Hälfte katholisch und zur Hälfte evangelisch. Die Katholiken gehören zur Pfarre Golkrath, die Evangelischen zur Kirchengemeinde Schwanenberg. Im 19. Jahrhundert hatte sich diese konfessionelle Zweiteilung auch an den Wohnplätzen durchgesetzt. Zu Golkrath hin wohnten die katholischen, zu Schwanenberg hin die evangelischen Ortsbewohner.

### Sehenswürdigkeiten
- Alte Fachwerkhäuser
- Hovener Wegekreuz von 1882

### Radsportverein Viktoria Hoven
Der Radsportverein Viktoria Hoven wurde 1921 gegründet. Seit der Jahrhundertwende hatten sich im Erkelenzer Land zahlreiche solcher Radsportvereine gebildet. Sie betrieben Kunst- und Reigenfahren. Von all diesen Vereinen blieben nach dem Zweiten Weltkrieg nur der Verein in Hoven und Tenholt übrig. Inzwischen ist Viktoria Hoven der einzige Verein, der das Kunstradfahren noch betreibt. In den letzten Jahrzehnten hat der Verein zahlreiche Meisterschaften auf nationaler Ebene im Vierer-Kunstradfahren und im Sechser-Kunstradfahren gewonnen.